# دودمان نوزدهم مصر
دودمان نوزدهم مصر یکی از دوره‌های تاریخی پادشاهی نوین در مصر باستان است. این دودمان توسط رامسس یکم، وزیر و جانشین هرمهب که توسط خود او به جانشینی برگزیده شد، پایه‌گذاری شد و از آن رو در تاریخ مصر اهمیت دارد که در آن لشکرکشی‌های فراوانی به کنعان شد.
شاهان جنگجوی آغازین دودمان هجدهم مقاومت چندانی از شاهان سرزمین‌های همسایه مصر ندیدند و این باعث شد تا بتوانند گستره نفوذ خود را بسیار بالا برند. این وضعیت اما تا پایان دودمان ۱۸ به شدت تغییر کرد و امپراتوری‌هایی همچون امپراتوری هتی توانستند با گسترش نفوذ خود در سوریه و کنعان به قدرت‌هایی جهانی تبدیل شوند. پادشاهانی چون ستی یکم و پسرش رامسس دوم در دودمان نوزدهم ناچار شدند تا با این چالش‌ها روبرو شوند.

## فرعون‌های دودمان نوزدهم
فرعونهای دودمان ۱۹ام برای نزدیک به ۱۱۰ سال بر مصر فرمانروایی کردند. این دوره برابر بود با سال ۱۲۹۲ پ.م. تا ۱۱۸۷ پ.م. امروزه باور بر این است که حکومت ستی یکم نه ۱۵ سالی طول کشیده باشد که هر دو مصرشناس یورگن فون بکرت و پیتر برند ذکر کرده‌اند، بلکه ۱۱ بوده‌است. از این رو این زمان باید میان ۱۲۷۹–۱۲۹۰ پ.م. بوده باشد که در این صورت پدر ستی و فرمانروای پیش از او میان ۱۲۹۰–۱۲۹۲ پ.م. فرمانروایی می‌کرده‌است. بسیاری از این فرعون‌ها در دره پادشاهان در تبس به خاک سپرده شده‌اند.
| نام پادشاه     | نام هوروسی (تاجی)   | تاریخ            | آرامگاه | شهبانو (یان)                                                   | تصویر |
| -------------- | ------------------- | ---------------- | ------- | -------------------------------------------------------------- | ----- |
| رامسس یکم      | مِن‌پِهتیرَع            | ۱۲۹۲ – ۱۲۹۰ پ.م. | کی‌وی۱۶  | سیتره                                                          |       |
| ستی یکم        | مِنماعِترَع            | ۱۲۹۰ – ۱۲۷۹ پ.م. | کی‌وی۱۷  | تویا                                                           |       |
| رامسس دوم      | اوسِرماعاترَع سِتِپِن رَع | ۱۲۷۹ – ۱۲۱۳ پ.م. | کی‌وی۷   | نفرتاری ایزتنوفرت ماثورنفرورع مریتامن بنتانات نبت‌تاوی هنوت‌میرع |       |
| مرنپتاه        | بانِن رع             | ۱۲۱۳ – ۱۲۰۳ پ.م. | کی‌وی۸   | ایست‌نوفرت دوم                                                  |       |
| ستی دوم        | اوسِرخِپِرورَع          | ۱۲۰۳ – ۱۱۹۷ پ.م. | کی‌وی۱۵  | تااوسرت تاخات تیعا                                             |       |
| آمنمسس         | مِنمیرع ستپن رع      | ۱۲۰۱ – ۱۱۹۸ پ.م. | کی‌وی۱۰  | ؟                                                              |       |
| سیپتاه         | سِخاعِن رع / آخِپِن رع  | ۱۱۹۷ – ۱۱۹۱ پ.م. | کی‌وی۴۷  |                                                                |       |
| شهبانو تااوسرت | سیترع-مِرِن‌آمون       | ۱۱۹۱ – ۱۱۸۹ پ.م. | کی‌وی۱۴  |                                                                |       |